# Jungleland
Jungleland és una pel·lícula dramàtica estatunidenca del 2019 dirigida per Max Winkler i escrita per Theodore B. Bressman, David Branson Smith i Winkler. La pel·lícula és protagonitzada per Charlie Hunnam, Jack O'Connell, Jessica Barden, Jonathan Majors, John Cullum i Nick Mullen. S'ha subtitulat al català.
Es va exhibir al Festival Internacional de Cinema de Toronto el 12 de setembre de 2019. Es va estrenar als cinemes de forma limitada el 6 de novembre de 2020 i va estar disponible a la carta el 10 de novembre de 2020 amb la distribució de Vertical Entertainment.

## Repartiment
- Jack O'Connell com a Walter 'Lion' Kaminski
- Charlie Hunnam com a Stanley Kaminski
- Jessica Barden com a Mary 'Sky' McGinty
- Jonathan Majors com a "Pepper"
- Owen Burke com a Meadows
- Fran Kranz com a Buck Noble
- Frank L. Ridley com el pare corpulent
- John Cullum com el 'coronel' Yates
- Nick Mullen com a Clay Carlson
- Lucien Spelman com a Roman
- Jere Shea com el padrastre McGinty
- Margaret Devine com la mare McGinty
- Patrick M. Walsh com a 'Lefty' DeNunzio
- James Perella com a 'Domo' Giomo
- Robert Otis com a "Cue Ball"
- Bill Thorpe com a Zeus
- Johnno Wilson com a Reggie
- Scott Fielding com a Milos
- Ed LaVache com a àrbitre
- Meredith Holzman com a Darlene
- Michael Tow com a bon pare
- Joseph Oliveira com a Joey (sense acreditar)
- Francis Radovanovic com a Luke (sense acreditar)